# مدار ۶۹ درجه جنوبی
مدار ۶۹ درجه جنوبی، دایره‌ای از عرض جغرافیایی است که در ۶۹ درجهٔ جنوبی خط استوا  قرار دارد.

## گذر از مناطق
از نصف‌النهار مبدأ شروع می‌شود و به سمت مشرق ۶۹ درجه جنوبی از موارد زیر گذر می‌کند:
| مختصات‌ها                                            | کشور، قلمرو یا دریا | توضیحات |
| --------------------------------------------------- | ------------------- | --- |
| ۶۹°۰′ جنوبی ۰°۰′ شرقی / ۶۹٫۰۰۰°جنوبی ۰٫۰۰۰°شرقی     | جنوبگان             | سرزمین شهبانو ماود, claimed by نروژ                                                                                        |
| ۶۹°۰′ جنوبی ۰°۸′ شرقی / ۶۹٫۰۰۰°جنوبی ۰٫۱۳۳°شرقی     | اقیانوس منجمد جنوبی | |
| ۶۹°۰′ جنوبی ۳۳°۱۱′ شرقی / ۶۹٫۰۰۰°جنوبی ۳۳٫۱۸۳°شرقی  | جنوبگان             | قلمرو جنوبگان استرالیا, claimed by استرالیا                                                                                |
| ۶۹°۰′ جنوبی ۳۵°۴′ شرقی / ۶۹٫۰۰۰°جنوبی ۳۵٫۰۶۷°شرقی   | اقیانوس منجمد جنوبی | Lützow-Holm Bay |
| ۶۹°۰′ جنوبی ۳۹°۴۶′ شرقی / ۶۹٫۰۰۰°جنوبی ۳۹٫۷۶۷°شرقی  | جنوبگان             | قلمرو جنوبگان استرالیا, claimed by استرالیا                                                                                |
| ۶۹°۰′ جنوبی ۷۴°۵۵′ شرقی / ۶۹٫۰۰۰°جنوبی ۷۴٫۹۱۷°شرقی  | اقیانوس منجمد جنوبی | Prydz Bay |
| ۶۹°۰′ جنوبی ۷۸°۱۰′ شرقی / ۶۹٫۰۰۰°جنوبی ۷۸٫۱۶۷°شرقی  | جنوبگان             | قلمرو جنوبگان استرالیا, claimed by استرالیا · سرزمین ادلی, claimed by فرانسه · قلمرو جنوبگان استرالیا, claimed by استرالیا |
| ۶۹°۰′ جنوبی ۱۵۶°۰′ شرقی / ۶۹٫۰۰۰°جنوبی ۱۵۶٫۰۰۰°شرقی | اقیانوس منجمد جنوبی | |
| ۶۹°۰′ جنوبی ۷۱°۴۷′ غربی / ۶۹٫۰۰۰°جنوبی ۷۱٫۷۸۳°غربی  | جنوبگان             | جزیره الکساندر, claimed by آرژانتین, شیلی and بریتانیا                                                                     |
| ۶۹°۰′ جنوبی ۷۰°۵′ غربی / ۶۹٫۰۰۰°جنوبی ۷۰٫۰۸۳°غربی   | اقیانوس منجمد جنوبی | Marguerite Bay |
| ۶۹°۰′ جنوبی ۶۷°۳۴′ غربی / ۶۹٫۰۰۰°جنوبی ۶۷٫۵۶۷°غربی  | جنوبگان             | شبه‌جزیره جنوبگانی, claimed by آرژانتین, شیلی and بریتانیا                                                                  |
| ۶۹°۰′ جنوبی ۵۹°۱۵′ غربی / ۶۹٫۰۰۰°جنوبی ۵۹٫۲۵۰°غربی  | اقیانوس منجمد جنوبی | دریای ودل |
| ۶۹°۰′ جنوبی ۱°۲۳′ غربی / ۶۹٫۰۰۰°جنوبی ۱٫۳۸۳°غربی    | جنوبگان             | سرزمین شهبانو ماود, claimed by نروژ                                                                                        |